# Zulay García
Zulay Haydeé García (La Guaira, 31 de diciembre de 1949-Caracas, 15 de diciembre de 2023) fue una actriz de cine, teatro y televisión venezolana.

## Biografía
Nació en La Guaira. Desde muy joven se interesó en incursionar actuaciones teatrales. Se trasladó a Caracas a actuar en televisión en la época del oro de las telenovelas con los primeros actores Eva Blanco, Amalia Pérez Díaz, Lupita Ferrer, Carlos Márquez, Raúl Amundaray y Jean Carlo Simancas. 
En 1972 debutó en la telenovela Sacrificio de mujer de Radio Caracas Televisión, se destacó en participar en varias producciones de La hija de Juana Crespo, Sabrina, Canaima, Sangre Azul”, en sus últimos años se retiró en la actuación para dedicar a su familia. 

## Fallecimiento
El 15 de diciembre de 2023 fallece en el Hospital Militar de Caracas tras de someterse a una operación de urgencia, tras de padecer de aneurisma de la aorta abdominal.